# Bisuvanahalli, Dod Ballapur
Bisuvanahalli là một làng thuộc tehsil Dod Ballapur, huyện Bangalore Rural, bang Karnataka, Ấn Độ.